# Коса (зачіска)

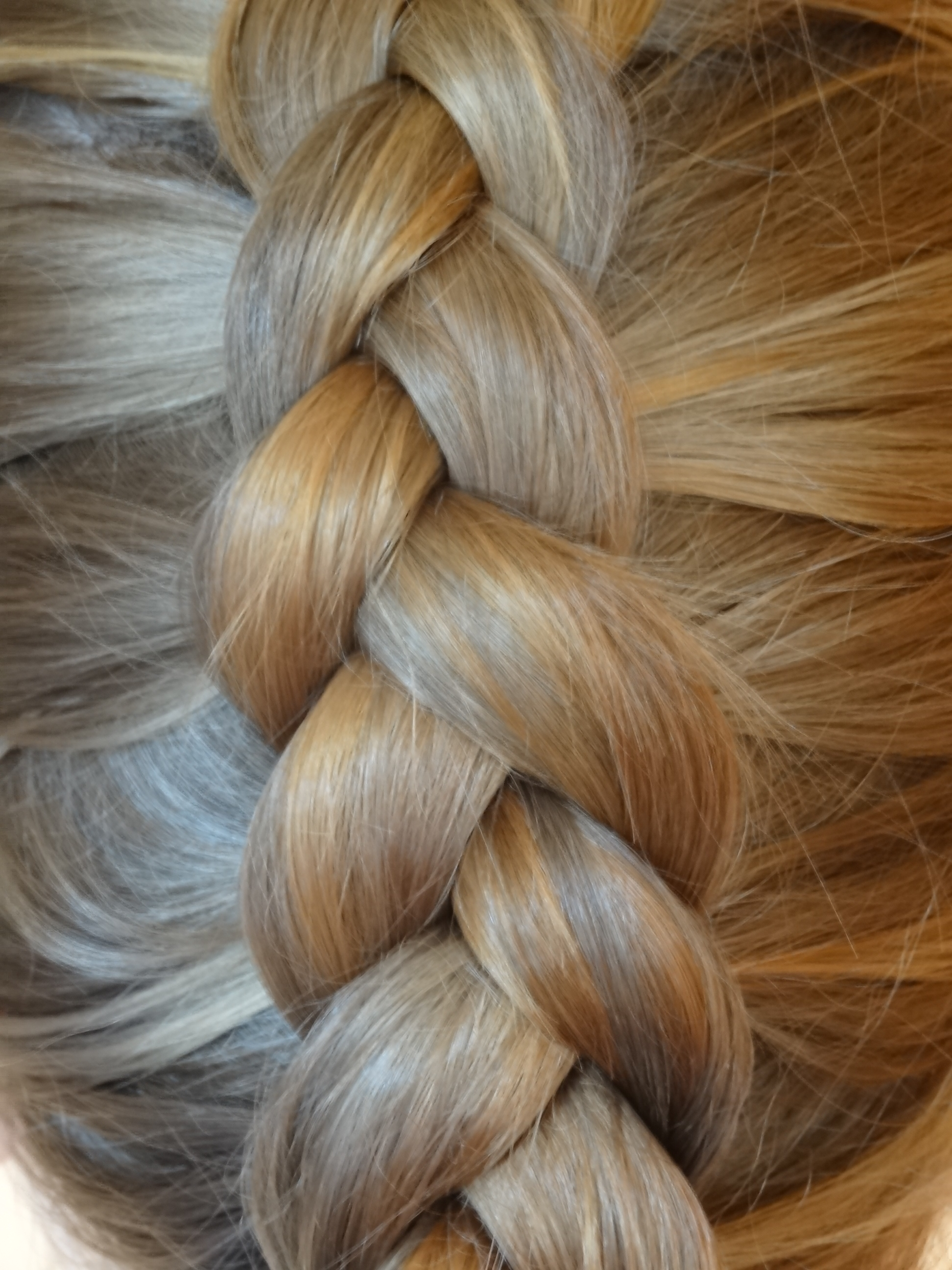
Класична коса з трьох пасом, міжнародно названа французькою

Коса́ (зменш.-пестл. косиця, косичка, кіска) — зачіска, при якій кілька пасом волосся на голові людини сплітаються разом. При найрозповсюдженішій варіації коси волосся поділяють на три однакові пасма. Зовнішне пасмо (поперемінно ліве і праве) переплітається з середнім. Кінець заплетеної коси закріплють за допомогою гумки, шпильки, стрічки або іншого аксесуара. Має різні стилістичні варіанти плетіння. Стрічку, що вплітають у косу, в Україні називають кіснико́м (діал. заплі́тка).
Косою також могли звати довге волосся.

## Історія в Україні
У давнину на Русі дівчата носили розпущене волосся, з часом почали заплітати в коси, в дві, а за Дніпром у чотири коси.
Опис зачіски дівчат Поділля залишив у липні 1711 року данський дипломат Юст Юль:

| «Дівчата ходять з непокритою головою; волосся заплітається в дві коси, що спадають на спину.»[4] |
Здавна відомий весільний обряд розплітання коси молодої. Він відбувався в день шлюбу в супроводі весільних пісень: «Ой на горі жито, тоненькі покоси, А хто буде розплітати дівчиноньці коси? Козак буде розплітати, …до шлюбоньку вести».
У традиційній українській культурі дівочі коси були ознакою краси, звідси приказки «Коса — дівоча краса», «Дівка без коси не має краси». Старовинний обряд першого заплітання волосся в дівчинки відомий як заплітини; на Гуцульщині його проводили вперше у віці п'ять років, виконувався він досвідченою жінкою, вона супроводжувала свої дії примовляннями.
Оскільки коса вважалася символом дівочої чистоти, то про дівчину, яка втратила цноту, казали: «Розчесав її косу до вінця», «Вже немає коси в Насті: Петро очіпком накрив». У разі, якщо дівчина втрачала незайманість до шлюбу, її коси відрізали, і це вважалося великою ганьбою. Навіть якщо дівчині зберігали коси, то вона не мала більше прав ходити з непокритою головою — звідси походження слова «покритка», яким називали дівчат та жінок, що народили позашлюбну дитину.

## Різновиди
- Французька коса
- Свинячі хвостики
- Кінський хвіст
- Джерегелі
- Дрібушка — тоненька дрібно заплетена косичка[6]
- Кочівницька коса
- Чоловіча потилична коса

## Відомі люди, що носили коси
- Леся Українка
- Юлія Тимошенко
- Фріда Кало

## Прислів'я, приказки, мовні звороти
- Руса коса нижче пояса
- До сивої коси — до старості
- Зав'язати косу — одружитися
- Коса — дівоча краса
- Дівка без коси не має краси
- Коса коротка, а доля солодка
- Посивіє їй коса, як кінський хвіст
- А то коси, як ковбаси
- У кого коса товста, у того доля пуста